# Remington (Virginia)
Remington è un comune degli Stati Uniti d'America, situato nello Stato della Virginia, nella Contea di Fauquier.